# Semaeopus rubripuncta
Semaeopus rubripuncta är en fjärilsart som beskrevs av Paul Dognin 1902. Semaeopus rubripuncta ingår i släktet Semaeopus och familjen mätare. Inga underarter finns listade i Catalogue of Life.